# Neveal Hackshaw
Neveal Irwin Hackshaw (La Horquetta, Trinidad y Tobago, 21 de septiembre de 1995) es un futbolista profesional trinitario que juega como defensa en el Oakland Roots S. C. de la USL Championship de los Estados Unidos. Es internacional con la selección nacional de Trinidad y Tobago.

## Carrera

### Universidad
Hackshaw jugó en el nivel universitario en Arima North Secondary.

### Profesional
Hackshaw jugó para North East Stars FC en la TT Pro League desde la temporada 2014/2015 y anotó 2 goles en su primera temporada.
En 2016 firmó con el club estadounidense Charleston Battery.
El 13 de diciembre de 2018 fue fichado por Indy Eleven. Dejó el equipo, una vez expiró su contrato, al finalizar el año 2022 y en febrero de 2023 se unió al Oakland Roots S. C.

## Selección nacional
Hackshaw hizo su debut en la selección sub-20 el 10 de enero de 2015.
Hackshaw hizo su debut con la selección nacional de fútbol de Trinidad y Tobago el 27 de marzo de 2015. Entró como suplente de Kevan George en la eliminatoria de la Copa América Centenario en el minuto 78 donde jugó contra Haití. Sin embargo, solo 5 minutos después de que Hackshaw entrara en la alineación, el equipo concedió el único gol del partido.